# Sextenské Dolomity
Sextenské Dolomity (německy Sextner Dolomiten, italsky Dolomiti di Sesto) tvoří nejseverovýchodnější horskou skupinu Dolomit v Itálii. Nacházejí se na samém východě Jižního Tyrolska a na severu provincie Belluno a jsou ohraničeny údolím Pustertal na severu, údolím Sextental na severovýchodě a východě, údolím Val d'Ansiei na jihu a údolím Höhlensteintal na západě. Sextenské Dolomity jsou od 26. června 2009 součástí světového kulturního dědictví Dolomity, které UNESCO sdružuje pod názvem "Severní Dolomity".

## Geologie a biologie
Pohoří, které patří k Jižním vápencovým Alpám, je tvořeno převážně dolomitickými horninami, které vznikly z korálových útesů v ustupujícím středověku (spodní trias). Rozlišuje se několik typů, včetně schlernského dolomitu a nadložního hlavního dolomitu. Pro Dolomiti di Sesto a sousední Dolomity je charakteristický kontrast mezi mírně zvlněnými alpskými pastvinami a útesovými vrcholy, z nichž některé jsou vysoké přes 3000 m a většinou obklopené mohutnými suťovými svahy (viz obrázek).
V přírodním parku Drei Zinnen jsou patrné populace některých druhů tetřevů, kteří se stali vzácnými. Od roku 1999 zkoumají myslivci, lesníci a Úřad přírodních parků oblasti výskytu bělokura horského, orebice horské, tetřeva hlušce a tetřívka obecného. Za zmínku stojí větší populace datlů, ale i srnců a jezevců.
Za zmínku stojí také řada chráněných rostlin, jako jsou různé zvonky a krokusy, orlíčky, alpské druhy orchidejí, plesnivec alpský, alpský hvozdík (Armeria alpina). Mnohé alpské louky jsou proslulé svou jarní nádherou květů.

## Historie
Během první světové války se v Sextenských Dolomitech odehrávaly boje, když zde v horách po dva a půl roku zuřila válka mezi italskými a rakouskými vojsky. Mlčenliví svědci, jako jsou díry ve skalách, opevnění (viz obrázek) a rezavějící střepiny, jsou dodnes viditelní. Z části tehdejších vojenských stezek vznikla turistická trasa Friedensweg (Dolomity), která pokračuje západním směrem do dalších částí Dolomit a východním směrem na hranice s Rakouskem se nazývá také Karnischer Höhenweg. Dnes vede slavná alpská stezka (Strada degli alpini) přes kolmé skalní stěny Elferkofelu jako via ferrata po bývalých zásobovacích cestách na Sentinellascharte. Strada degli alpini byla vybudována rakouskými a italskými vysokohorskými jednotkami během první světové války. Později byla padovskou sekcí CAI přebudována na via ferratu. Dnes je Strada degli alpini jednou z nejoblíbenějších vysokohorských tras v Sextenských Dolomitech.

## Hory a horské skupiny v Sextenských Dolomitech
- Dreischusterspitze (3145 m)
- Drei Zinnen (2999 m)
- Haunoldgruppe (2966 m)
- Hochbrunnerschneid (3046 m)
- Paternkofel (2744 m)
- Toblinger Knoten (2617 m)

Vrcholy Sextenských slunečních hodin:
Referenční bod: parkoviště: Heidegg v údolí Fiscalina
- Achter (Arzalpenkopf, 2371 m)
- Neuner (2582 m)
- Zehner (Sextner Rotwand, 2965 m)
- Elfer (3092 m)
- Zwölfer (3094 m)
- Einser (2698 m)

Skupina Cadini di Misurina se často počítá jako součást Sextenských Dolomit.
Známé horské skupiny v okolí: skupina Tofana a Marmolata (jihozápad), skupina Fanes (západ), Dolomity Lienz (sever).

## Některé horské chaty v Sextenských Dolomitech
- Auronzohütte (2320 m, CAI, na úpatí jižních stěn Drei Zinnen, velké parkoviště (mýtné), autobusová zastávka místní dopravy SAD a Dolomiti Bus)
- Bertihütte (1950 m, CAI, jižně od průsmyku Sentinella)
- Büllelejochhütte (2528 m, soukromá, pod vrcholem Oberbachernspitze)
- Dreischusterhütte (1626 m, AVS, v údolí Innerfeld)
- Dreizinnenhütte (2438 m, CAI, na Toblinger Riedel)
- Lavaredohütte (2344 m, soukromá, pod Paternsattelem)
- Rotwandwiesenhütte (1924 m, soukromá, lanovka ze Sesto / Moos)
- Talschlusshütte (1540 m, v údolí Fischleintal u Sextenu)
- Zsigmondyhütte (2224, CAI, na úpatí Zwölferkofelu)
- Carduccihütte (2297 m, na jihovýchodní straně Zwölferkofelu)
- Rudihütte (1940 m, soukromá, lanovka ze Sesto / Moos)
- Fischleinbodenhütte (1460 m, začátek údolí Fischlein, u obce Sexten / Moos)

## Galerie

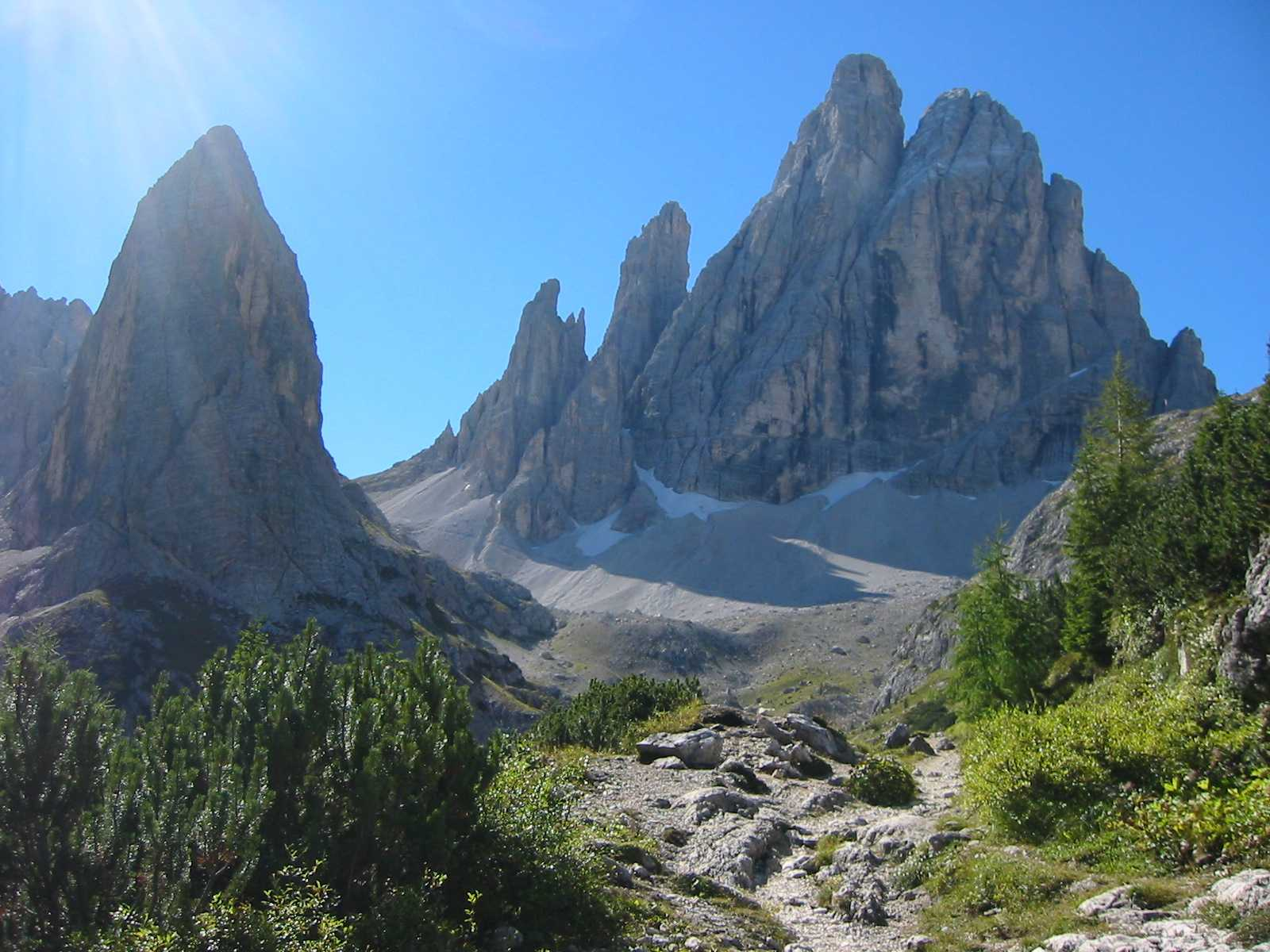
Hochleist a Zwölferkofel v Dolomitech di Sesto
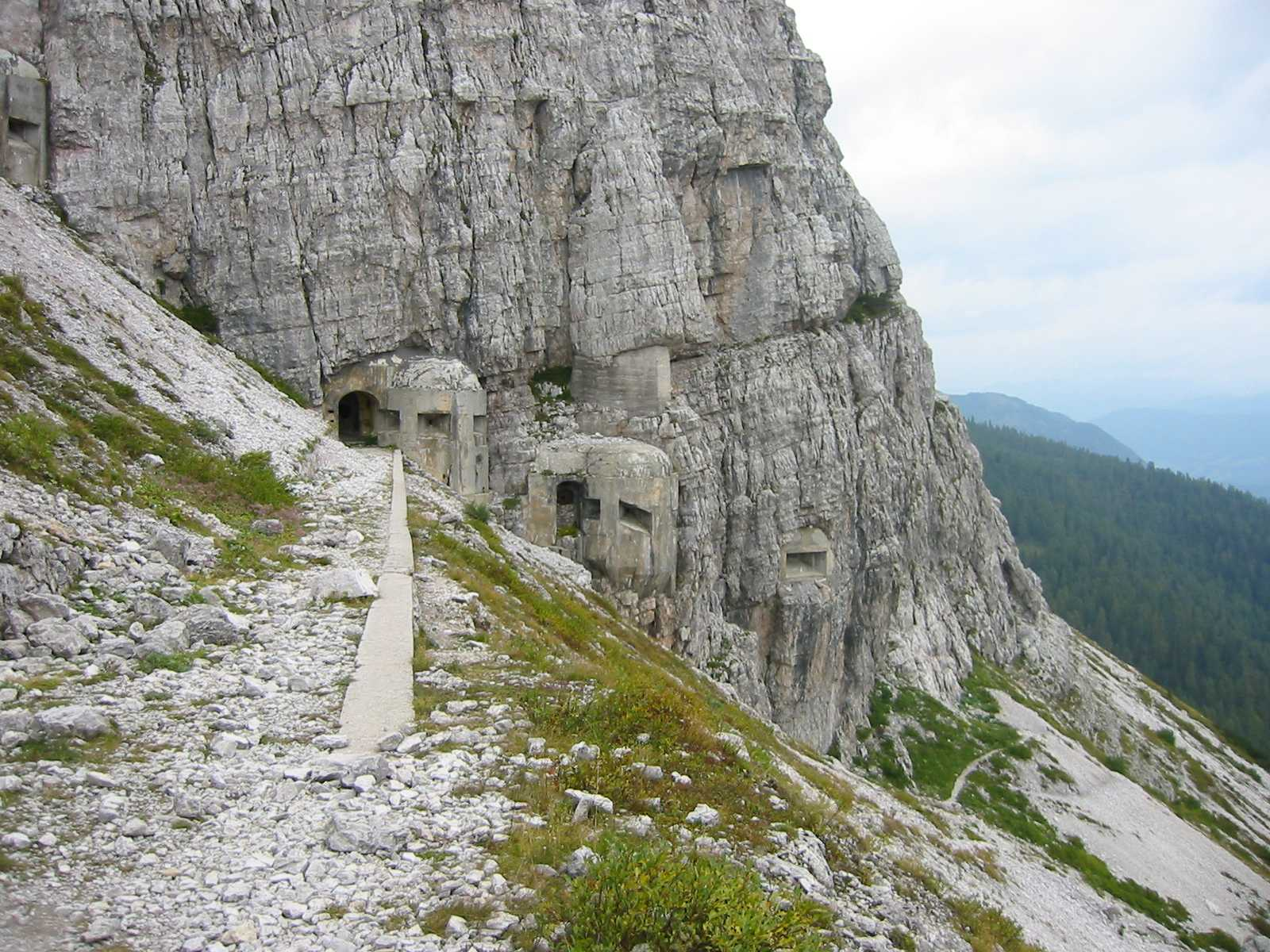
Bunkr Vallo Alpino (postaven v roce 1939)
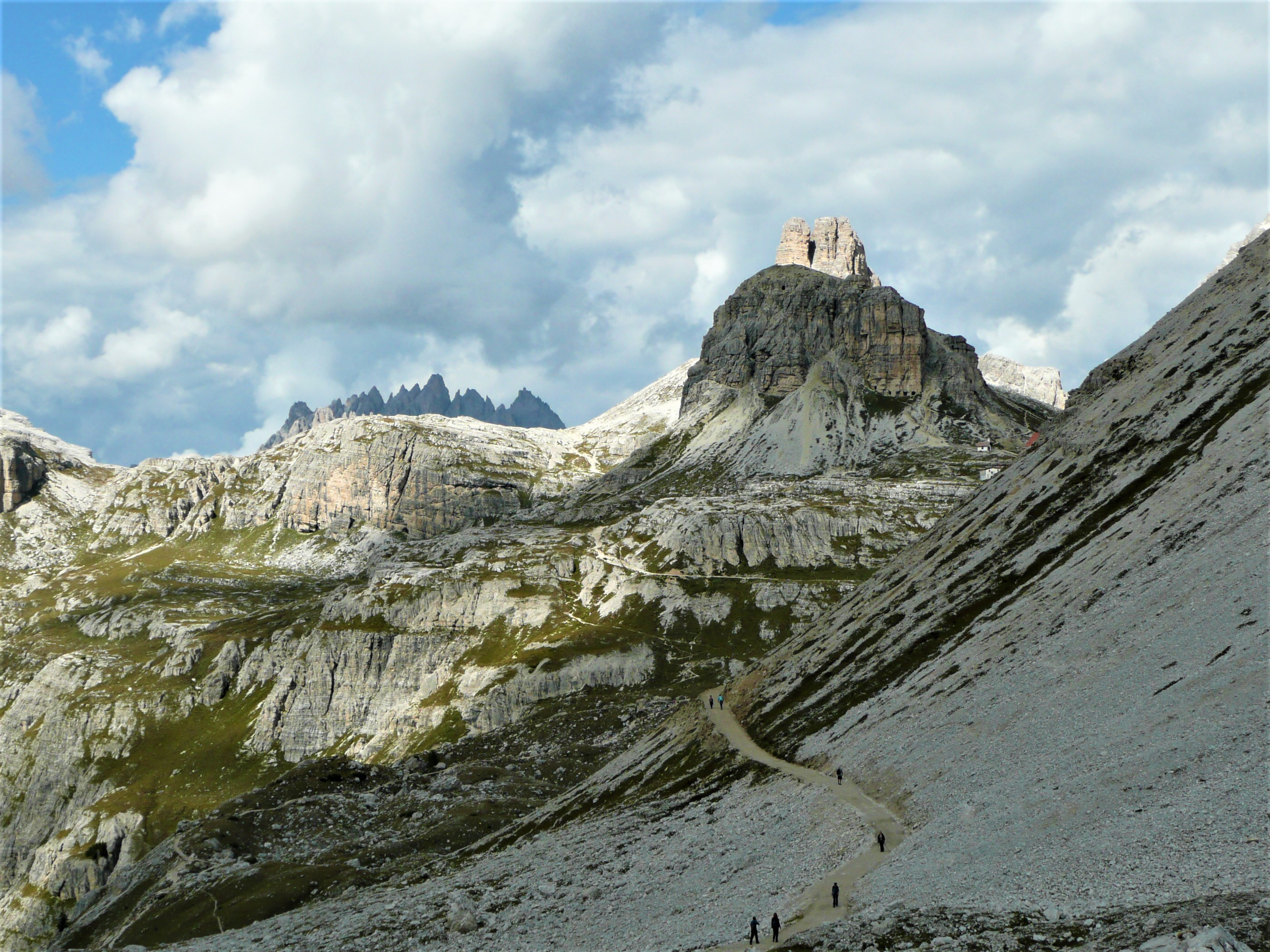
Dreischusterspitze a Haunoldgruppe od Paternsattelu
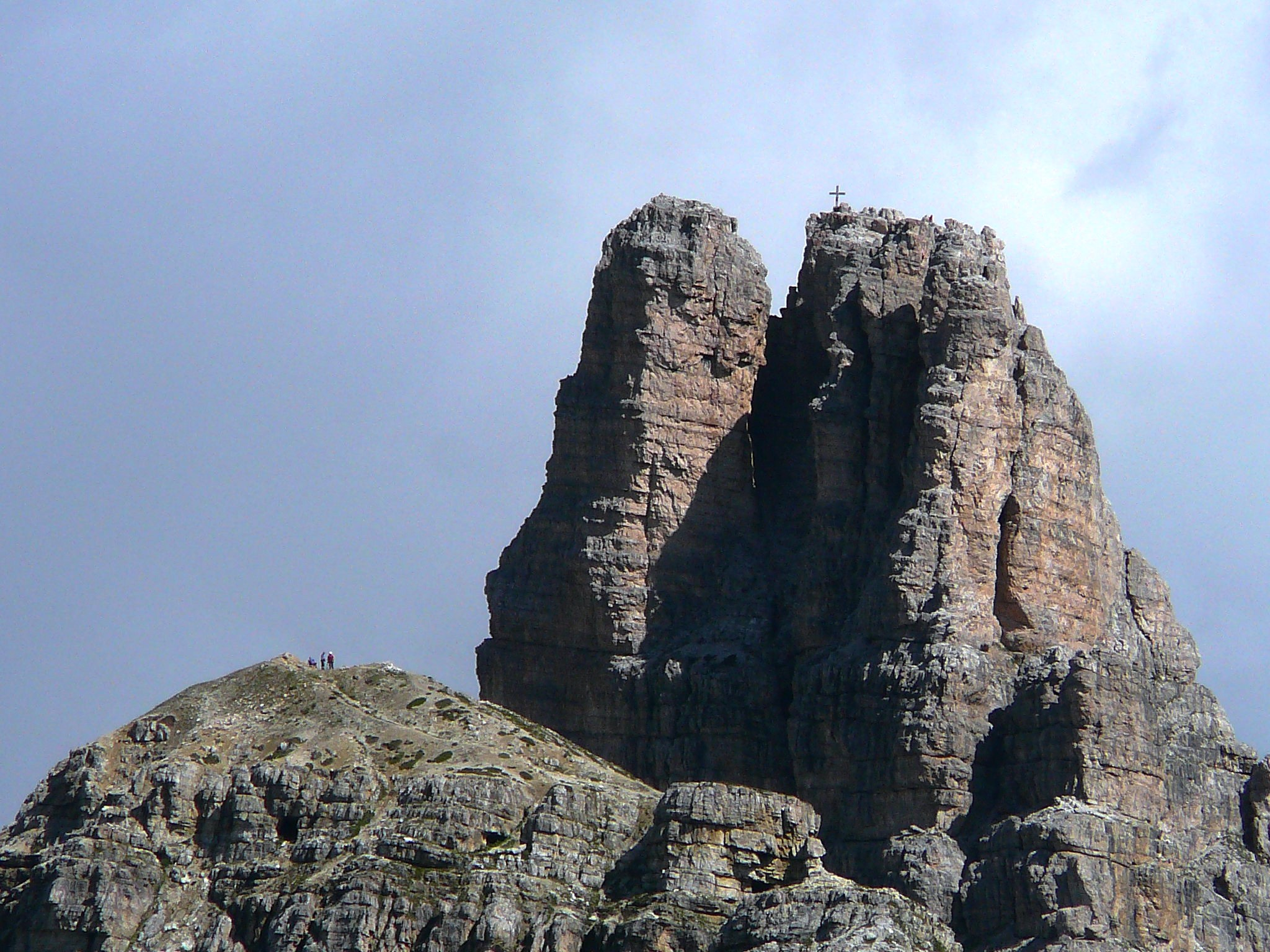
Toblinger Knoten
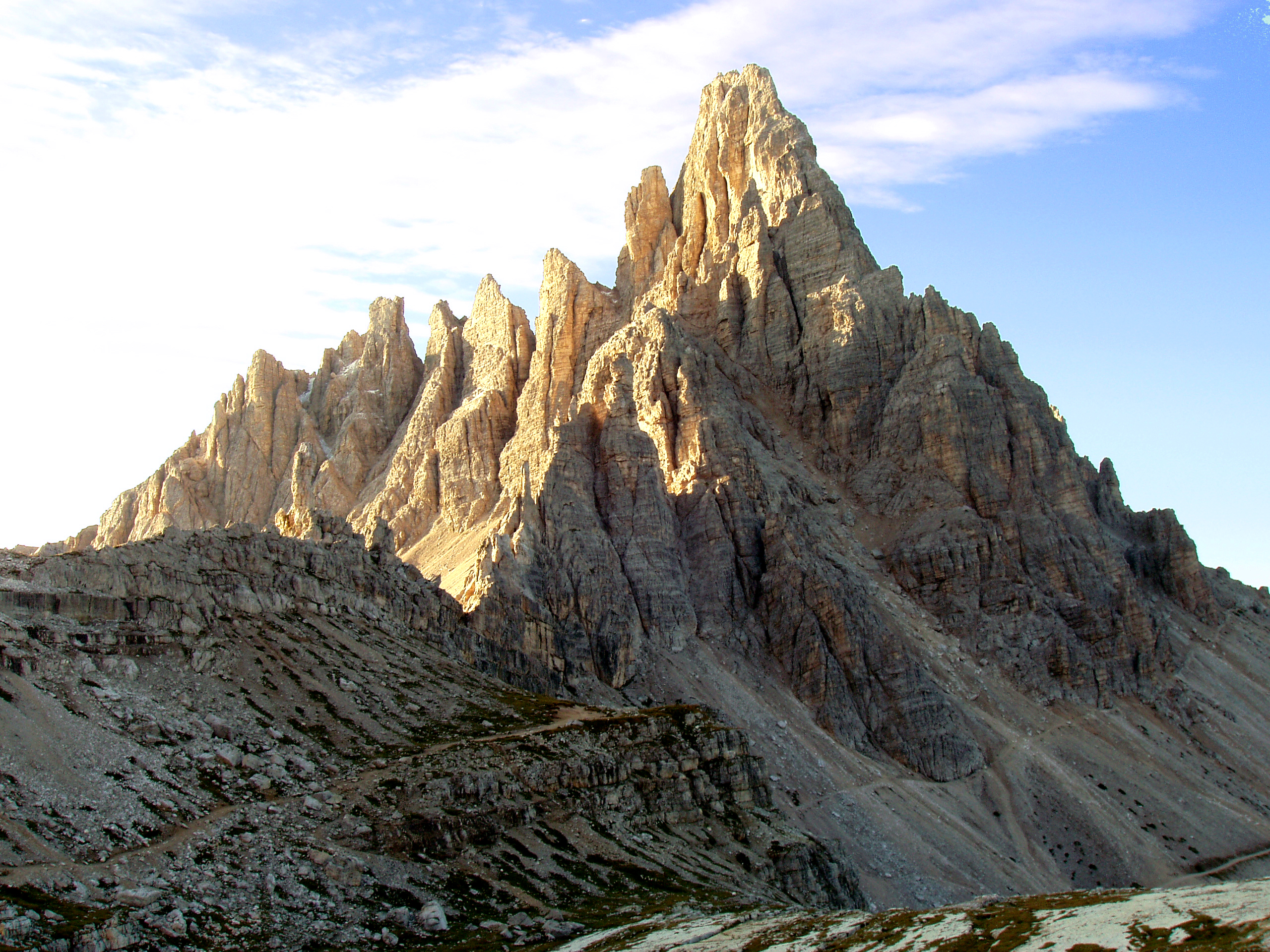
Paternkofel od Dreizinnenhütte
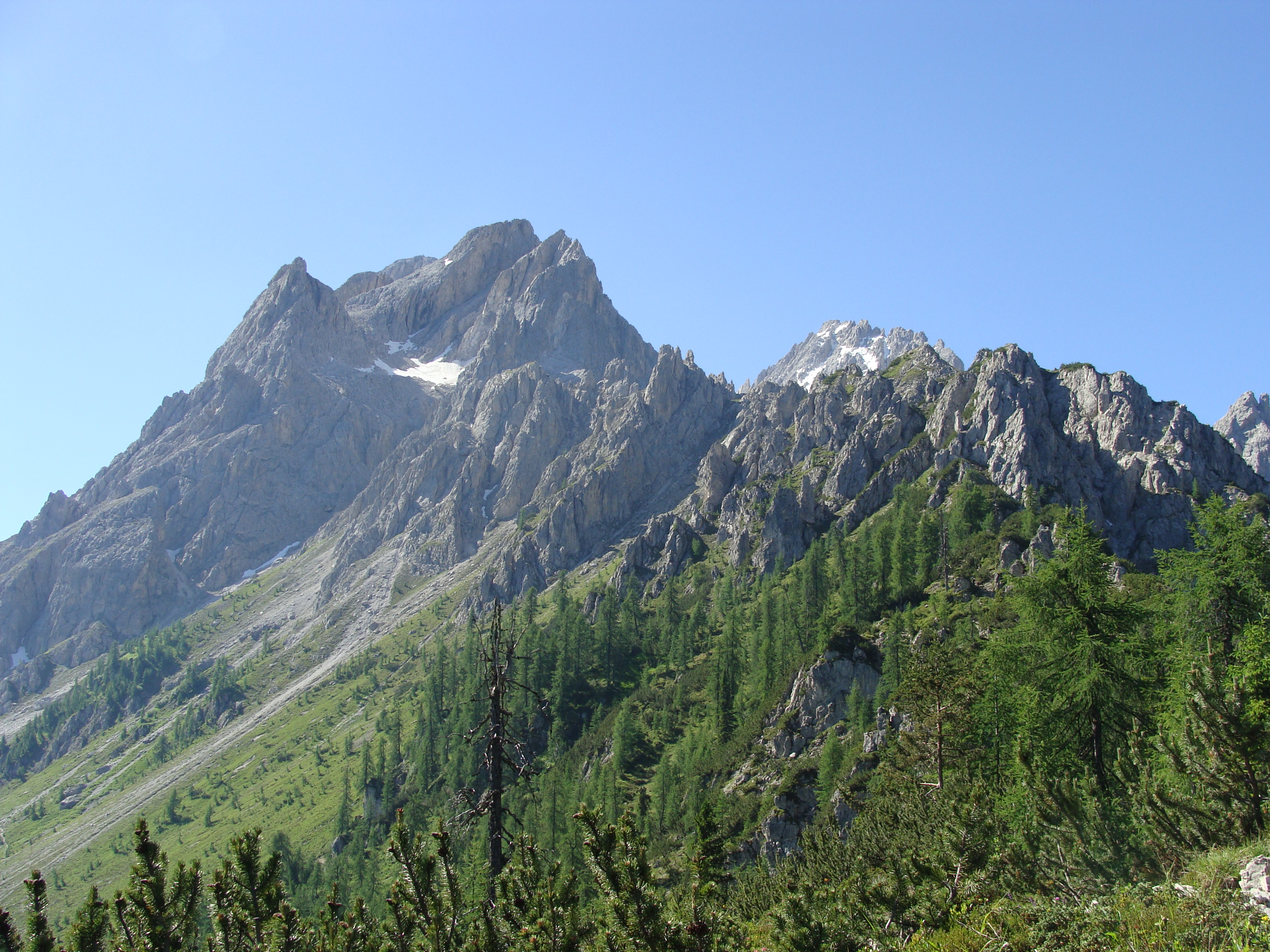
Sextner Rotwand (pohled od Rotwandwiesen)